# Компета
Компета (ісп. Cómpeta) — муніципалітет в Іспанії, у складі автономної спільноти Андалусія, у провінції Малага. Населення — 3862 особи (2010).
Муніципалітет розташований на відстані близько 400 км на південь від Мадрида, 41 км на схід від Малаги.

## Демографія
Динаміка населення (INE ):

## Галерея зображень

Розташування муніципалітету у провінції Малага
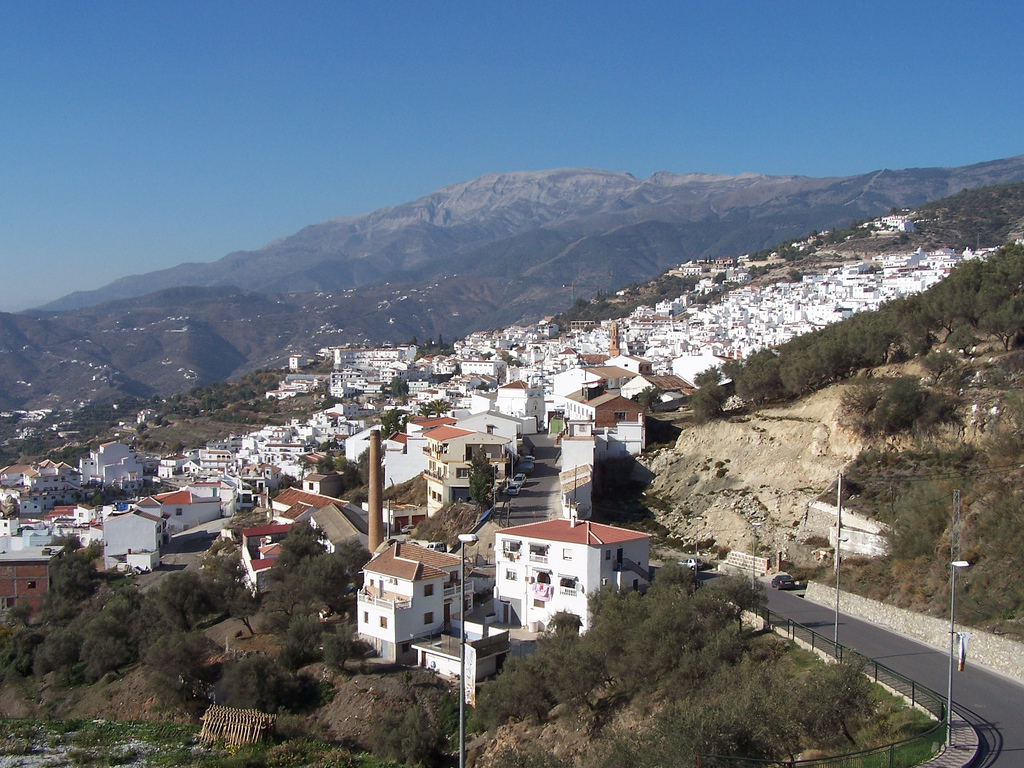
Компета
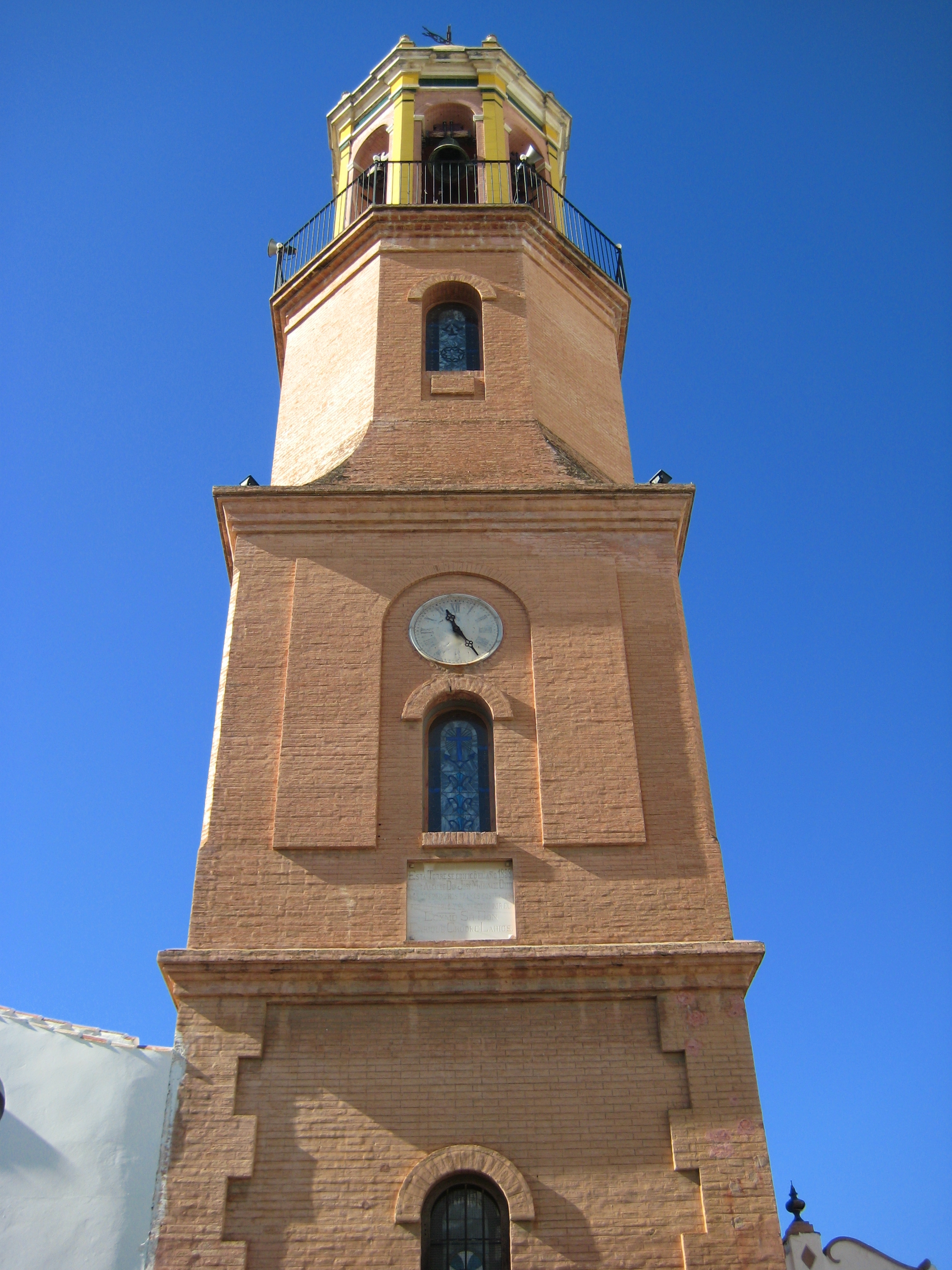
Дзвіниця парафіяльної церкви Нуестра-Сеньйора-де-ла-Асунсьйон

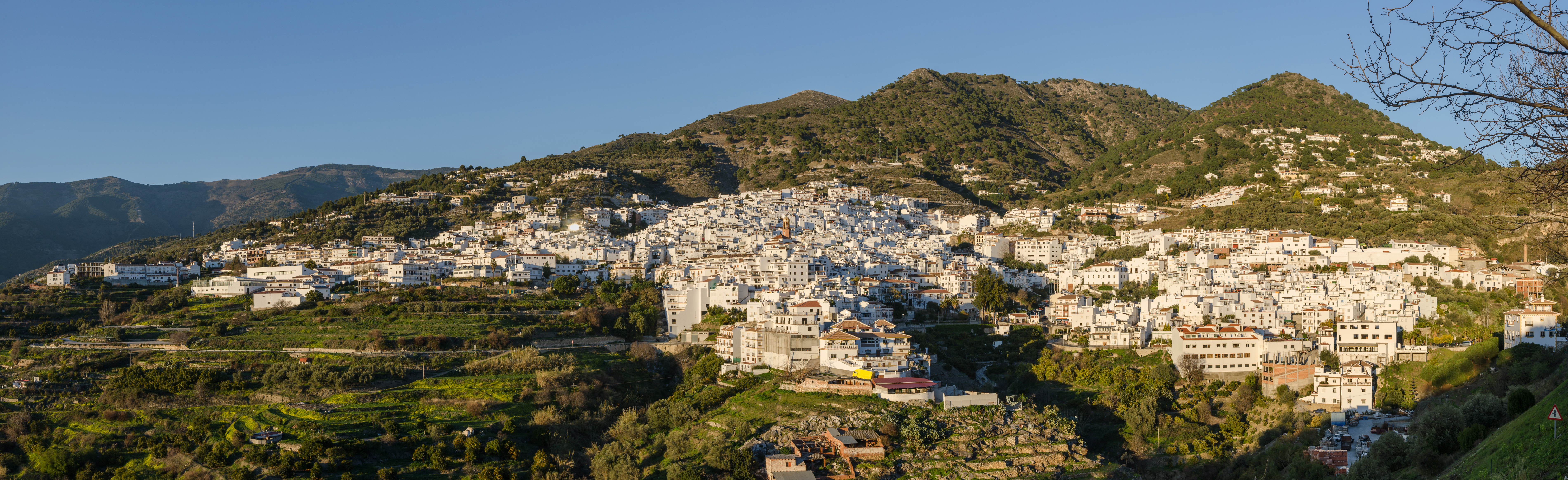
Панорамний вигляд